# Gilbert-Gletscher
Der Gilbert-Gletscher ist ein etwa 32 km langer Gletscher im Norden der westantarktischen Alexander-I.-Insel. Er fließt vom Nichols-Schneefeld nach Süden in den Mozart-Piedmont-Gletscher.
Luftaufnahmen, die bei der Ronne Antarctic Research Expedition (1947–1948) unter der Leitung des US-amerikanischen Polarforschers Finn Ronne entstanden, dienten dem britischen Geographen Derek Searle vom Falkland Islands Dependencies Survey im Jahr 1960 der Kartierung. Das UK Antarctic Place-Names Committee benannte den Gletscher 1977 nach dem britischen Librettisten William Schwenck Gilbert (1836–1911).